# Насилие над женщинами на Украине
По мнению американской Энциклопедии прав человека, ситуация с правами женщин на Украине остаётся нерешённым вопросом. Отмечено, что женщины подвергаются дискриминации во многих областях социальной жизни, их заработок и шансы получить профессиональное повышение не так высоки, как у мужчин. Актуален вопрос о насилии над женщинам, в том числе распространение домашнего насилия в условиях, когда украинская полиция уклоняется от вмешательства во внутрисемейные конфликты. Остро стоит проблема сексуальной эксплуатации женщин, которые нелегально экспортируются в Западную Европу и Средний Восток для принудительной работы в сфере проституции (см. проституция на Украине). Среди основных причин такой ситуации назван высокий уровень бедности украинского населения. По заключению экспертов ООН, гендерное неравенство на Украине носит системный характер и связано с патриархальной культурой и глубоко укоренившимися в сознании обывателей стереотипами. Проводимые в стране реформы уделяют недостаточно внимания этой проблеме, что предопределяет низкий уровень вовлечённости украинских женщин в политическую и общественную деятельность и нарушения их прав.
В 2015 году Управление Верховного комиссара ООН по правам человека выразило обеспокоенность в связи с возрастающим уровнем насилия, направленного против женщин на Украине, и опубликовало специальный обзорный доклад. Собранные данные утверждают, что в связи с вооружённым конфликтом на востоке Украины женщины стали особо уязвимой частью общества. По оценке международной организации ОБСЕ, ежегодно в масштабах всей страны в целом насилие против женщин уносит в три раза больше жизней, чем боевые действия.
Исторически сложилось, что тема насилия против женщин не обсуждается в обществе, а масштаб этой проблемы количественно описан только в нескольких источниках официальной статистики. Как следствие, на Украине общественность не привлекается к решению проблемы, средства массовой информации не имеют чётко сформулированных подходов к освещению данной проблемы, а правоохранительные органы не обладают подходами к решению этой проблемы.
В результате такой ситуации на Украине основное финансирование и поддержка движения по борьбе с насилием над женщинами легли на зарубежные организации, такие как Агентство США по международному развитию (USAID) и Международный фонд «Возрождение» (финансируется Джорджом Соросом). Кроме них, значительные усилия предпринимались в рамках Программы развития ООН (UNDP).

## Особенности
Насилие против женщин в виде явного физического насилия с применением грубой силы — малая часть. Помимо этого, под насилием над женщинами понимаются также разнообразные виды принуждения и незаконного лишения женщин свободы в их общественной или в частной жизни.
Корнем проблемы насилия над женщинами является тяжёлая экономическая ситуация в стране (см. экономика Украины), где, по состоянию на 2000 год, около 71% населения живут ниже черты бедности, пенсионеры ежемесячно получают от государства около пятнадцати американских долларов, а инвалиды — от четырёх до десяти. В условиях окружающей нищеты украинские женщины становятся лёгкой жертвой как физического, так и психологического насилия. При этом из-за общественных традиций и личного стыда потерпевших регистрируемые показатели являются не более, чем малой толикой реальных цифр.

### Домашнее насилие
Широко распространённой формой насилия против женщин является домашнее насилие. Динамика домашнего насилия растёт, особенно — в среде молодёжных семей. Каждая пятая из опрошенных украинских женщин полагает, что этот вид насилия является «очень частым», при этом не менее 20 % украинских женщин моложе 28 лет становились жертвами насилия в своих домах, а около 2 % оказывались объектами нападений. Такое положение вещей нередко связывают с продолжающимися изменениями в общественном устройстве, которые затрагивают и украинские семьи. По мнению исследовательницы Л. Кобяленской, в действительности домашнее насилие на Украине имеет древнюю историю, а традиции агрессивного отношения к женщине передаются по наследству от отца к сыну. При этом принятие насилия как части семейной жизни на Украине может быть охарактеризовано как укоренившаяся социальная проблема, порождённая стереотипными образами мужчины и женщины, в рамках которых брак даёт мужчине право собственности над женщиной. Ситуация усугубляется несовершенством украинского законодательства, в котором изнасилование в браке не считается преступлением, а также нежеланием украинских правоохранительных органов вмешиваться во внутрисемейные конфликты.

### Насилие против детей
Экономические условия на Украине создали среду, в которой широко распространены молодёжное насилие и насилие против детей. Их родители, будучи занятыми поисками заработков, вынуждены пренебрегать традиционными семейными функциями воспитания и обучения своих потомков. Уменьшение финансирования школ приводит к появлению антисоциальных подростковых группировок, увеличению числа бросивших школу и возрастанию молодёжной преступности. В дополнение к этому наблюдается рост детской наркомании и алкоголизма. Например, среди украинских пятиклассников (возраст 10 лет) около 17 % употребляют алкоголь, среди восьмиклассников (13 лет) таковых около 25 %, среди одиннадцатиклассников (16 лет) таковых около половины. Каждый год около 8000—9000 подростков сбегают из своих семей и становятся беспризорниками. Будучи пойманными, они пополняют собой детские дома, которые для них становятся преддверием попадания за решётку.
Исследования ЮНЕСКО показали, что на Украине соотношение полов для уличных подростков составляет одну девочку на двух мальчиков. Среди главных рисков, угрожающих их здоровью, называют алкоголизм, наркоманию и проституцию (см. проституция на Украине). Помимо них, общую тенденцию к росту в этой среде показывают венерические болезни, например, за последние пять лет количество украинских девушек в возрасте от 15 до 17 лет, пострадавших от этих заболеваний, увеличилось от 106 до 1720. При этом, 10 случаев заболеваний имели отношение к девушкам в возрасте моложе 14 лет, а большинство носителей инфекций не работало и не училось.
Всеукраинский комитет по защите детства отметил, что каждая третья украинская девочка в возрасте до 18 лет когда-либо подвергалась сексуальным домогательствам, каждая пятая — сексуальному нападению и каждая десятая была изнасилована. При этом молодые девочки составляют значительную долю потерпевших в общем списке жертв сексуального насилия на Украине. Например, 55 % жертв изнасилований имели возраст моложе 18 лет, а 22 % являлись фактически детьми в возрасте моложе 14 лет. В 30 % случаев жертвы хорошо знали своего насильника, а в 13 % случаев они подверглись насилию со стороны родственника или опекуна.

### Сексуальное насилие
Проблема сексуального насилия на Украине стоит весьма остро, не менее 50 % украинских женщин становились жертвами сексуальных домогательств и около 8 % украинок испытывали его на себе многократно. В некоторых обстоятельствах жертвы были вынуждены покинуть свою работу, прибавив к перенесённым сексуальным унижениям экономические трудности. При этом украинское законодательство не содержит в себе статей, пресекающих сексуальные домогательства на рабочем месте.

### Дискриминация на рабочем месте
По мнению ряда исследовательских работ, на Украине имеет место маргинализация женской части социума, большая часть которой исключается из общественной жизни дискриминационной политикой правящих партий, правительств и отдельных работодателей. Несмотря на то, что женщины составляют не менее 54 % населения Украины и 45 % её рабочих ресурсов, уровень безработицы среди женщин значительно выше, чем среди мужчин с эквивалентным уровнем образованности. Например, 80 % безработных на Украине являются лицами женского пола, причём эти цифры не включат в себя данные по скрытой безработице.
Каждая пятая украинская женщина и каждый шестой мужчина когда-либо становились свидетелем дискриминации женщин при приёме на работу, 22 % женщин и 15 % мужчин становились свидетелями дискриминации женщин при получении служебного повышения. Дискриминация также является обыденным явлением в объявлениях о приёме на работу, где явным образом может быть указан пол, возраст и внешние данные, несмотря на то, что это является прямым нарушением кодекса законов о труде. Средняя заработная плата для женщин тоже имеет тенденцию быть гораздо ниже, чем заработок мужчин аналогичной квалификации. К примеру: по данным ООН за 1993 год, в энергетическом секторе средний доход работающей женщины составлял примерно 45 % от дохода мужчины, а в украинской лёгкой промышленности эта величина не превышала 90 %.

### Сексуальная эксплуатация
На Украине принуждение к занятиям проституцией и торговля живым товаром на международных рынках (см. торговля людьми на Украине) остаются плохо изученными вопросами в связи с нехваткой статистических данных. Неофициальные данные, собранные в правоохранительных органах, социальных службах и путём исследования украинского общества, указывают на взрывной рост объёмов и первого, и второго. Как правило распространение проституции на Украине связывают с обнищанием населения, смещением жизненных приоритетов общества от моральных к материальным ценностям, широким использованием лёгкой порнографии в СМИ для завладения вниманием потребителей и т. п. Главным движущим мотивом, заставляющим молодых женщин соглашаться на проституцию или выезд из страны, считается высокий уровень безработицы, который в молодёжной среде может достигать не менее 40 %. Закрытие государственных предприятий на Украине ударило прежде всего по украинским женщинам, причём не только экономически, но и психологически. В таких обстоятельствах поиск обычной работы вне больших городов представляет собой задачу, связанную со значительными трудностями при перспективах получить достаточно низкий заработок.

## Война на Донбассе
В связи с боевыми действиями на востоке Украины международная организация K4D (англ. Knowledge, evidence and learning for development) опубликовала доклад, в котором выразила обеспокоенность возрастающим уровнем гендерного произвола на украинских территориях. По мнению авторов доклада, ни одна из враждующих сторон не использует гендерное насилие систематически как военное средство для достижения тактических или стратегических целей войны, однако поступают сообщения о многочисленных случаях гендерного насилия, как в виде непроверенных обвинений, так и в виде задокументированных фактов. Доступность актуальной информации для этого отчета была особенно ограничена в отношении неподконтрольных правительству зон конфликта.
По данным ООН, наибольшему риску испытать на себе различные виды насилия подвергаются люди, схваченные СБУ или попавшие к украинским добровольческим батальонам. В таких ситуациях сексуальное насилие задействуется чаще всего против мужчин, для того, чтобы унизить, наказать, выбить признания или изъять собственность потерпевших (см. пытки на Украине). Для женщин сам факт пребывания на линии боевого соприкосновения сторон сопровождается «значительными рисками» из-за высокой концентрации военных формирований, слабого соблюдения законов и безнаказанности преступников. Это принуждает некоторых женщин и девушек прибегать к сексу для выживания, что влечёт за собой долговременные психологические и соматические последствия.
Управление Верховного комиссара ООН по правам человека (УВКПЧ) известно о случаях, когда вооружённые группы в самопровозглашённых Донецкой и Луганской Народных Республиках «расследовали» случаи сексуального насилия, совершенного своими членами, вместо расследований проводимых независимым и беспристрастным органами. В некоторых случаях вину возлагали на пострадавших, особенно на женщин, и в отношении них делались дискриминационные высказывания, укрепляющие негативные гендерные стереотипы.
Торговля людьми и ранее существовала на Украине, но в ходе боевых действий ситуация в этой сфере только обострилась. С начала 2015 года вывоз женщин резко возрос, что обернуло вспять тенденцию прошлых лет, когда большей частью «живого товара» были мужчины, которых использовали для подневольного труда как на Украине, так и в России, Польше, Турции, США и других странах.
Незадолго до начала конфликта число украинцев, живущих за чертой бедности, постепенно снижалось, причём уровень бедности мужчин был выше уровня бедности для женщин. Однако, к октябрю 2016 года украинское правительство официально зарегистрировало 1,7 миллиона (реальная цифра может быть гораздо больше) внутренних переселенцев, 66 % из которых составляют женщины. В дополнение к ним ещё около полутора миллионов украинцев уехали в соседние страны, а большое количество молодых мужчин покинуло страну в целях избежать мобилизации. Как следствие, многие домохозяйства на Украине стали возглавляться женщинами и зависеть от денежных переводов , которые ранне шли из России, где работали их мужья. Вдобавок к неизбежному разрушению инфраструктуры страны и вынужденному перемещению больших масс людей в ходе ожесточённых боёв было потеряно значительное количество мужчин, что привело к дальнейшему росту доли домохозяйств, которые возглавляются женщинами.